# Qi Jiguang

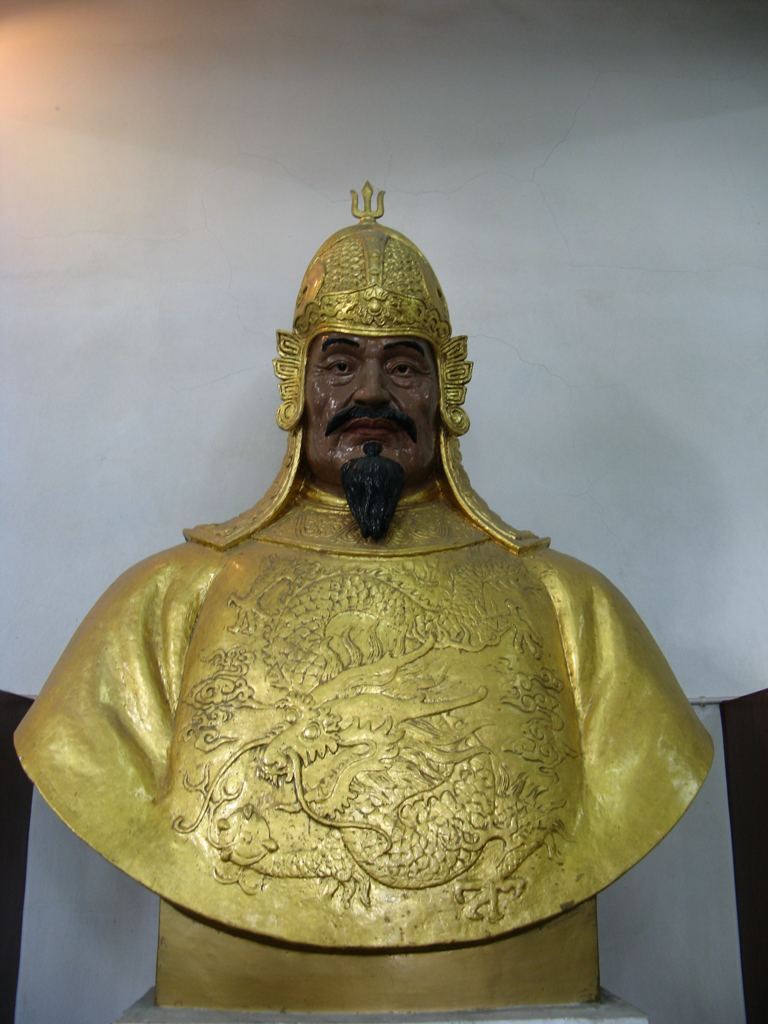
Qi Jiguang

Qi Jiguang (chinois simplifié : 戚繼光), né le 12 novembre 1528 dans la ville de Luqiao (鲁桥) dans le Shandong et mort de la tuberculose le 5 janvier 1588, est un célèbre général chinois de la dynastie Ming. Il est surtout connu pour sa lutte contre les Wakō (pirates japonais), à partir de 1555 dans la province du Zhejiang, et son aide au renforcement de la Grande Muraille, à la fin de sa carrière. Celle-ci s'achève à Dengzhou, trois[Quoi ?] avant sa mort.

## Apport à l'art de la guerre
Contrairement aux généraux chinois de son époque, Qi Jiguang est expert à la fois en combat terrestre et naval. Il se concentre notamment sur la formation d'une armée disciplinée et efficace, entraînée de manière méthodique. Dans sa lutte contre les pirates japonais (achevée en 1564), il complète ses troupes régulières par des auxiliaires civils (principalement des paysans), qu'il menace de mort en cas de retraite.
Il est l'auteur du Nouveau livre sur les techniques et sur leurs efficacités (Jixiao Xinshu 紀效新書), rédigé en 1560. Cinq de ses dix-huit chapitres sont consacrés au combat individuel. Y sont exposés le maniement des armes longues, des armes courtes, du bouclier, du tir à l'arc, et le corps-corps à mains nues. Ce dernier chapitre (le Quan Jing Jieyao Pian 拳經捷要篇) présente un enchaînement de 32 mouvements, où chaque technique porte un nom poétique (pour ses vertus mnémotechniques) et est brièvement décrite et illustrée. Nombre de ces mouvements se retrouvent notamment dans les enchaînements du taijiquan style Chen, ce qui indique une influence évidente de ses travaux. Pour Qi Jiguang, l’entraînement à mains nues n'a pas d'utilité directement sur le champ de bataille mais forme la base de l'entraînement aux armes en permettant d'endurcir les hommes physiquement et moralement.